# Tunnskiktskromatografi

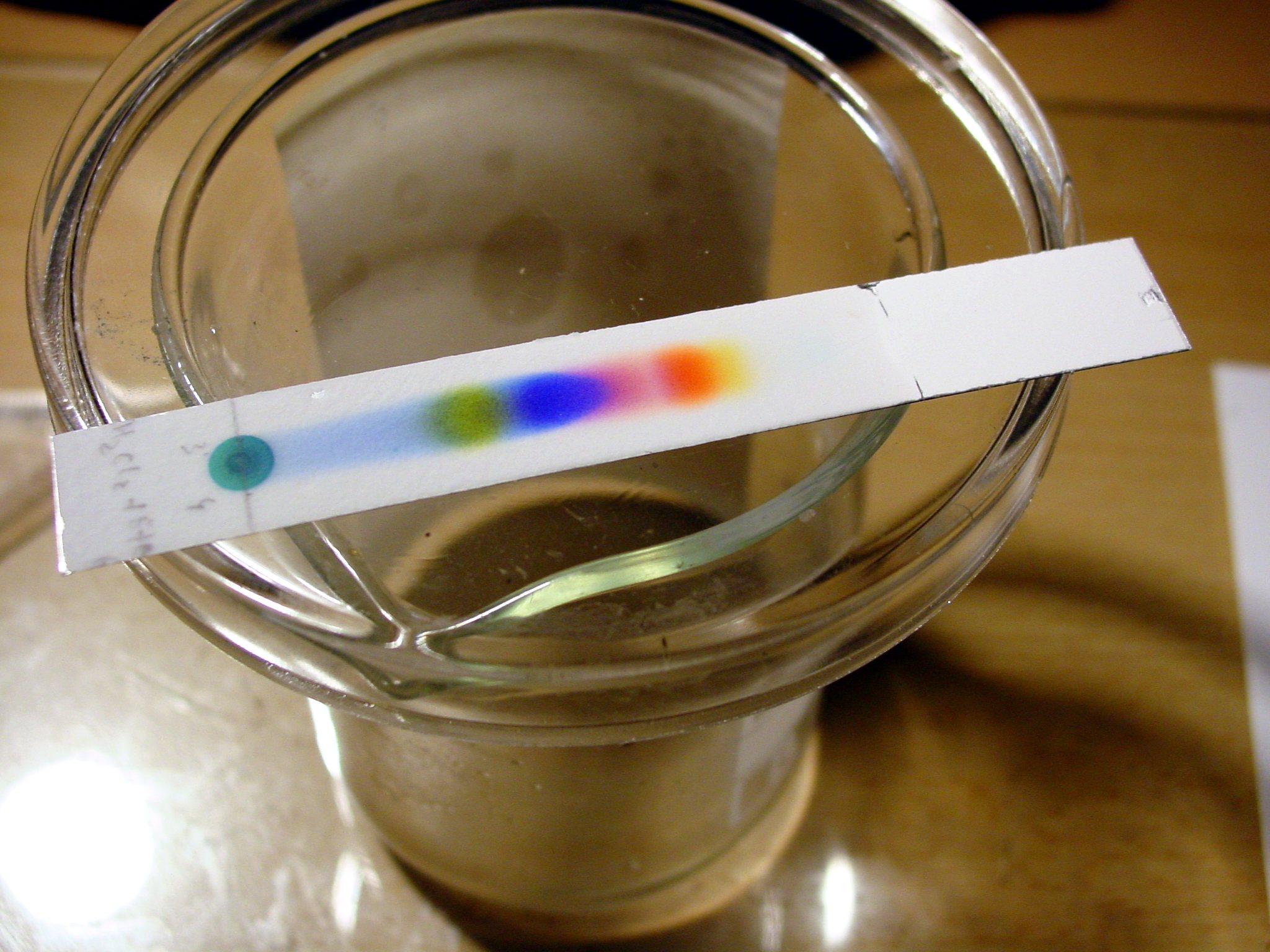
Separation av svart bläck på en TLC-platta.

Tunnskiktskromatografi eller TLC (eng. thin layer chromatography) är en analytisk vätskekromatografisk metod. Det är en snabb och effektiv separationsteknik för organiska föreningar av liknande polaritet.

## Teori
TLC består av två delar:
- Stationär fas, någon form av adsorberande yta eller en vätska som stödjs av en yta.
- Mobil (rörlig) fas, en vätska eller gas.

Den mobila fasen får sedan vandra uppför den stationära fasen. På vägen upp kommer den mobila fasen att dra med sig de  kemiska föreningar som skall analyseras. 

TLC-separation av ett prov (lila).

Hur snabbt föreningarna följer den mobila fasen beror på två saker:
- Hur lösliga ämnena är i den mobila fasen.
- Hur bra de adsorberas av den stationära fasen.

Det är väldigt osannolikt att två olika ämnen reagerar på samma sätt efter dessa två förutsättningar och man kan därmed utse skillnader och likheter mellan prover och referenser.

## Metod
Kromatografin utförs på en platta, i regel av glas, bestruken med en stationärfas och med en tjocklek på 0,1-0,25 mm. Stationärfasen är vanligen silika (SiO2), många gånger med ett fluorescerande ämne tillsatt som blir självlysande av ultraviolett strålning vid 254 nm. De flesta ämnen absorberar nämligen detta ljus och ses då som mörka fläckar. Det finns även tjockare plattor för preparativ tunnskiktskromatografi (ofta 1-2 mm) där prickarna, det vill säga de olika analyterna, kan skrapas av och extraheras.
På plattan appliceras i nederkant en liten prick av provlösning, varpå den nedsänks i en bägare (vanna) innehållande mobilfasen på botten. Vätskan får sedan vandra, med hjälp av kapillärkraften, uppför plattan och tar då med sig de i den applicerade pricken innehållande analyterna. Härvid kan separation av de olika analyterna åstadkommas genom deras olika interaktioner med den polära stationärfasen och den opolära mobilfasen. När vätskefronten börjar nå plattans övre kant avbryts kromatografin. De olika analyternas läge på plattan visualiseras med UV-ljus, jodånga eller någon annan framkallningsmetod. Vid bestämmandet av lämplig mobilfas vid flashkromatografi utgår man ofta från tunnskiktskromatografi då god separation från övriga produkter samt ett Rf-värde 0,2-0,3 för den önskade produkten ofta eftersträvas. Tunnskiktskromatografin erbjuder också ett smidigt sätt att kontrollera fraktioner från flashkromatografi eftersom flera prickar, en för varje fraktion, kan appliceras på en och samma platta.
Vanliga mobilfaser är blandningar av petroleumeter/etylacetat, toluen/etylacetat, metylenklorid/metanol etc. ofta med tillsatts av baser eller syror såsom trietylamin och ättiksyra beroende på analytens egenskaper.